# Nick Barmby
Nicholas Jonathan „Nick“ Barmby  (* 11. Februar 1974 in Kingston upon Hull) ist ein ehemaliger englischer Fußballspieler und aktueller -trainer. In der Zeit zwischen 1995 und 2001 absolvierte der nur 1,70 Meter große technisch begabte offensive Mittelfeldspieler, der auch als Stürmer eingesetzt werden konnte, 23 Länderspiele für die englische Nationalmannschaft. Er war dabei sowohl bei der Fußball-Europameisterschaft 1996 in England als auch bei der Fußball-Europameisterschaft 2000 in den Niederlanden und Belgien vertreten.

## Karriere

### Verein

#### Ausbildung (bis 1992)
Barmby erlernte das Fußballspielen in den 1980ern auf den Sportplätzen von Hull. Dabei zeigte er sich an der Kelvin Hull School sehr talentiert, war dazu für die Springhead Boys und die National Tigers aktiv und trainierte in der Jugend von Hull City mit. Ab dem Alter von 14 Jahren besuchte er die nationale Fußballakademie des englischen Fußballverbands in Lilleshall („School of Excellence“) und in seinem Jahrgang avancierte er zu einem der am heißesten gehandelten Jungstars in England. Den „Zuschlag“ erhielt letztlich das von Terry Venables trainierte Tottenham Hotspur in London.

#### Tottenham Hotspur (1992–1995)
In Tottenham agierte Barmby gelegentlich im Sturmzentrum, zeigte sich aber besonders effektiv, wenn er über die linke Außenbahn kam. Über die Jugend- und Reservemannschaft folgte in der Saison 1992/93 schnell die Beförderung in den Profikader und am 27. September 1992 debütierte er 18-jährig in der Premier League gegen Sheffield Wednesday (0:2). Schon bald etablierte er sich bei den Spurs und mit seinen flinken Bewegungen, Handlungsschnelligkeit und der Fähigkeit, den „tödlichen Pass“ zu spielen, widerlegte er frühe Kritiker, die ihm in Bezug auf seine schmächtige Status (bei nur 1,70 Meter Körpergröße) vorhielten, sich in der höchsten englischen Spielklasse nicht behaupten zu können. Er schoss das erste Tor bei seinem dritten Auftritt daheim gegen den FC Middlesbrough (2:2) und in der Partie darauf traf er gegen den FC Wimbledon per Flugkopfball – auf diese Weise schoss Barmby später häufiger Tore. Zum Ende der Saison 1992/93 hatte Barmby sechs Tore in 22 Ligabegegnungen erzielt, dazu auf dem Weg hin zum FA-Cup-Halbfinale drei weitere Treffer. Nach dem Weggang von Gary Lineker und Paul Gascoigne sowie einer Zeit großer Finanzprobleme im Verein war er zudem zu einem der Hoffnungsträger in einer zunehmend verjüngten Mannschaft geworden.
Nach einer sportlich schwierigen Phase des Vereins, der in der Saison 1993/94 nach der Verletzung von Teddy Sheringham – auch dank Barmbys beständigen Darbietungen unter erschwerten Bedingungen – den Klassenerhalt knapp sicherte, brachte ihm die Spielzeit 1994/95 eine deutliche sportliche Weiterentwicklung. In dem von Osvaldo Ardiles zusammengestellten Team bildete er gemeinsam mit Darren Anderton, Sheringham sowie den Neuverpflichtungen Jürgen Klinsmann und Ilie Dumitrescu eine Offensive, die landesweit als „Famous Five“ gerühmt wurde. Problematisch war dabei die Anfälligkeit für gegnerische Konter und als sich die Ergebnisse verschlechterten, wurde Ardiles entlassen. Sein Nachfolger Gerry Francis zog ein vorsichtigeres 4-4-2-System vor, in dem Barmby mehr die Rolle eines klassischen linken Mittelfeldspielers bekleidete. Am Ende hatte Barmby in seiner letzten Saison für Tottenham elf Pflichtspieltore erzielt, darunter ein erneuter Kopfballtreffer gegen den späteren Meister Blackburn Rovers. Weiterer Ausdruck seiner gewachsenen Reputation war im März 1995 der erste Einsatz in einem A-Länderspiel für England gegen Uruguay.

#### FC Middlesbrough (1995–1996)
Nach Ablauf der Saison 1994/95 wurde Barmby nach 35 Toren in 142 Pflichtspielen für die „Spurs“ überraschend für 5,25 Millionen britische Pfund an den damaligen Aufsteiger FC Middlesbrough transferiert. Der dort aktive Trainer Bryan Robson übertraf mit dieser Ablösesumme den vormaligen Vereinsrekord um das Vierfache, was wiederum Tottenhams Präsidenten Alan Sugar zu höhnischen Kommentaren veranlasste. Dessen ungeachtet führte sich Barmby gut in die neue Umgebung ein und nach seinem Tor beim Debüt gegen den FC Arsenal war er an dem folgenden guten Dutzend Treffern beteiligt – häufig auch als direkter Vorbereiter. Durch ebendiese guten Leistungen empfahl er sich nachhaltig für die „Three Lions“ und Trainer Venables nominierte ihn in den englischen Kader anlässlich der Euro 1996 im eigenen Land. Kurz nach Beginn der folgenden Saison 1996/97 wechselte Barmby Anfang November 1996 für 5,75 Millionen Pfund zum Ligarivalen FC Everton.

#### FC Everton (1996–2000)
Die „Toffees“ erhofften sich von Barmby in besonderem Maße, dass er den Mittelstürmer Duncan Ferguson stetig mit Zuspielen versorgte. Dabei wurden sogar Vergleiche mit Éric Cantona gezogen, der für Manchester United zu dieser Zeit die Offensive prägte. Trotz eines guten Starts plus Tor beim zweiten Ligaauftritt gegen den FC Southampton (7:1) verlief die Saison 1996/97 jedoch enttäuschend. Barmbys bevorzugte Spielweise direkt hinter den Stürmern wurde dabei von Evertons Trainer Joe Royle (sowie später Howard Kendall) nur selten unterstützt und so hatte er deutlich defensiver im Mittelfeld zu agieren. Dazu waren die Bälle im Spielaufbau oft lang nach vorne geschlagen worden und somit „über Barmbys Kopf hinweg geflogen“. In dem Team, das 1997 den Abstieg nur knapp verhindern konnte, war Barmbys Beitrag folglich nur von untergeordneter Bedeutung. Bei Kendall verlor Barmby in der anschließenden Saison 1997/98 zeitweise seinen Stammplatz, bevor er sich nach der Jahreswende mit guten Leistungen zurückmeldete und im März 1998 sogar für drei Spiele das Kapitänsamt ausführte. Am letzten Spieltag verschoss er gegen Coventry City (1:1) ein Elfmeter, wobei der Fehlschuss im Klassenerhaltskampf knapp keine Konsequenzen hatte, da sich Everton gegen die punktgleichen Bolton Wanderers aufgrund der besseren Tordifferenz durchsetzte.
Nach verletzungsbedingten Ausfällen im Herbst 1998 durch langwierige Leistenprobleme fand Barmby im Mittelfeldzentrum oder auf der linken Seite ein wenig mehr in die ihm zugedachte Rolle, womit er unter Beweis stellte, dass er nicht nur „direkt hinter den Spitzen“ eingesetzt werden konnte. Sein bestes Jahr für Everton absolvierte Barmby dann in der Saison 1999/2000, als ihm in einer insgesamt deutlichen verbesserten Mannschaft zehn Pflichtspieltore gelangen. Dabei spielte er zunehmend besser seine technischen Fertigkeiten und Flexibilität aus, indem er zwar für gewöhnlich die linke Mittelfeldseite bekleidete, dazu aber auch häufig auf die rechte Seite auswich oder im Zentrum den Spielaufbau organisierte. Beim 4:0 gegen West Ham United schoss er zudem Ende Februar 2000 den ersten Hattrick in seiner Profilaufbahn. Im Juli 2000 wechselte Barmby anschließend für sechs Millionen Pfund zum Lokalrivalen FC Liverpool; dies war gleichzeitig der erste direkte Everton-Liverpool-Transfer nach Dave Hickson im Jahr 1959.

#### FC Liverpool (2000–2002)
Sein Einstand bei den „Reds“ gestaltete sich vielversprechend und neben dem Debüttreffer gegen den Ex-Verein aus Everton schien er auf den äußeren Mittelfeldpositionen eine gute Verstärkung zu sein, zumal der langzeitverletzte Patrik Berger zu ersetzen war. In der Schlussphase der Saison 2000/01 musste er aufgrund einer Knöchelverletzung dann selbst häufig pausieren und bei den abschließend gewonnenen drei „Major Titles“ kam er lediglich im Finale des Ligapokals zu einem Kurzeinsatz für Vladimír Šmicer. Im FA Cup hatte er noch das Halbfinale gegen das Überraschungsteam Wycombe Wanderers bestritten, sich dort aber auch die alte Verletzung erneut eingehandelt. Dazu hatte er im UEFA-Pokal vier Tore in den ersten drei Runden gegen Rapid Bukarest, Slovan Liberec und Olympiakos Piräus beigetragen, im Finale gegen das spanische Deportivo Alavés aber nur auf der Ersatzbank gesessen.
Weiter unglücklich verlief Barmbys zweites und letztes Jahr für den FC Liverpool. Neben einer erneuten Knöchelblessur, die ihn für vier Monate außer Gefecht setzte, war er auf der linken Mittelfeldseite nur „zweite Wahl“ (obwohl in der englischen Nationalmannschaft gleichzeitig Stammspieler). Die Zeichen standen schnell auf Abschied und ein im Oktober 2001 bereits durch den Verein akzeptiertes Transferangebot des AFC Sunderland scheiterte an Barmbys Veto. Im August 2002 ging das Verkaufsgeschäft dann doch über die Bühne und bei dem Deal mit dem Erstligakonkurrenten Leeds United für 2,75 Millionen Pfund spielte eine wichtige Rolle, dass dort sein früherer Mentor Terry Venables Trainer war.

#### Leeds United (2002–2004)
Auch in Leeds startete Barmby mit guten Leistungen, schoss bei seinem Debüt gegen Manchester City (3:0) das erste Tor und wenngleich er zwischen November 2002 und März 2003 verletzungsbedingt pausieren musste, schien er eine sinnvolle Verstärkung im offensiven Mittelfeld zu sein. In der zweiten Saison 2003/04 litt er dann jedoch zunehmend unter Formschwächen und unter Venables’ Nachfolger Peter Reid sowie Eddie Gray stand er nur im Januar 2004 gegen Tottenham in der Startelf. So wurde er ab Ende Februar 2004 an den Zweitligisten Nottingham Forest ausgeliehen, wo er mit Gareth Taylor für kurze Zeit ein Sturmduo bildete, bevor er nach der Genesung von David Johnson nach Leeds zurückkehrte.

#### Hull City (2004–2012)
Im Sommer 2004 wechselte er dann zurück in seine Heimatstadt zum dortigen Drittligisten Hull City, der gerade erst aus der Viertklassigkeit aufgestiegen war. Bereits in der Saison 2004/05 gelang der Durchmarsch in die Football League Championship und Barmby entwickelte sich nicht nur durch seine Offensivqualitäten auf Anhieb zum Schlüsselspieler, sondern war mit hoher Einsatzbereitschaft schnell ein Vorbild für seine zumeist noch unerfahrenen neuen Mannschaftskameraden. Ausdruck der großen Wertschätzung bei seinem Heimatverein war, dass er nach nur einem Jahr in einer vereinsinternen Wahl der 100 besten Spieler aller Zeiten den fünfzehnten Rang belegte. In der Partie gegen den FC Walsall schoss er dazu nach nur sieben Sekunden das bis dahin schnellste Tor in der Klubhistorie. In der Abwesenheit von Ian Ashbee übernahm Barmby in der folgenden Spielzeit 2005/06 zeitweise die Kapitänsrolle. Während die Mannschaft sehr unter Verletzungsausfällen litt, steuerte Barmby Erfahrung im letztlich erfolgreichen Abstiegskampf bei – dazu schoss er im Herbst 2005 Tore in drei aufeinanderfolgenden Partien –, bevor er selbst im Januar 2006 mit einem Muskelfaserriss bis zum Saisonende ausfiel. Auch in seiner zweiten Zweitligasaison 2006/07 befand sich Barmby mit Hull ausschließlich im Kampf um den Klassenerhalt, der schließlich knapp am letzten Spieltag bewerkstelligt wurde. Dabei hatte Barmby zu Beginn der Spielzeit unter Trainer Phil Parkinson überraschend häufig gefehlt, bevor er nach der Verpflichtung von Phil Brown als Parkinsons Nachfolger zunächst wieder in die Stammformation vorrückte, in der Rückrunde aufgrund von Blessuren aber häufig pausieren musste. Überraschend stieg Barmby dann mit Hull City in der Saison 2007/08 in die Premier League auf. Gemeinsam mit Mittelstürmer Dean Windass – wie Barmby gebürtig in Kington-upon-Hull – gelang der Erfolg über die Play-offs, in deren beiden Halbfinalpartien gegen den FC Watford der zumeist im linken Mittelfeld agierende Barmby traf. Zuvor hatte der von Trainer Brown als „kleiner Maestro“ bezeichnete Routinier ab November 2007 mit einer Knöchel- und später ab Februar 2008 einer Leistenverletzung jedoch häufig gefehlt.
Nach vierjähriger Abwesenheit kehrte Barmby somit in die erste englische Liga zurück. Obwohl weiter von Malaisen geplagt, fand der nun Mittdreißiger im linken Mittelfeld (im Falle der taktischen Ausrichtung mit fünf Mittelfeldspielern etwas zentraler) immer noch stetig Berücksichtigung. Mit seinem Tor im Dezember 2008 gegen den AFC Sunderland wurde er zum erst vierten Spieler, der für sechs verschiedene Premier-League-Klubs traf und zum Ende der Saison 2008/09 erhielt Barmby einen neuen Einjahresvertrag. Nach erfolgreichem Klassenerhalt im ersten Jahr stieg Barmby jedoch mit Hull City in der Saison 2009/10 ab. Mit nur sechs Starteinsätzen war er in der Liga zwar nur noch Ergänzungsspieler, aber neben vierzehn Einwechslungen hatte er es nur einmal nicht in den jeweiligen Kader geschafft. Abseits des Platzes verlieh ihm die Universität Hull für seine gemeinnützigen Dienste in der Region die Ehrendoktorwürde, wodurch ihm bei den Mannschaftskameraden ein neuer Spitzname zuteilwurde („The Doctor“).
Gut anderthalb Jahre verdingte sich Barmby noch als Spieler von Hull City, bevor er nach dem 2:1-Siegtor am 1. Oktober 2011 in seinem 584. Pflichtspiel gegen Cardiff City seinen Rücktritt als aktiver Spieler im Januar 2012 vor dem Hintergrund des Wechsels in den Trainerberuf verkündete.

### Nationalmannschaft
In der Nationalmannschaft Englands absolvierte Barmby kurz vor bei der EM 1996 im eigenen Land Kurzeinsätze. Sein Debüt für die Three Lions gab er am 29. März 1995 gegen Ungarn. Schließlich wurde er in den englischen Kader für das Endrundenturnier selbst berufen, in dem er wiederum zu zwei Einsätzen in der Gruppenphase und einem Elf-Minuten-Einsatz im Viertelfinalspiel gegen Spanien kam. Im Halbfinale schieden die Engländer aus.
Wegen Verletzungen musste Barmby oft Länderspiel absagen bzw. wurde nicht berücksichtigt. Doch vor der Europameisterschaft 2000 kämpfte er sich wieder an die Nationalmannschaft heran und Kevin Keegan berief ihn ins Aufgebot. Bei dem enttäuschenden Turnier kam der Offensivspieler zu zwei Einsätzen mit insgesamt nur 33 Minuten Spielzeit. Im September 2001 war er Teil der Mannschaft, die Deutschland bei einem Qualifikationsspiel zur WM 2002 mit 5:1 in München besiegte.

### Trainerlaufbahn
Als Mitte November 2011 mit Nigel Pearson der vormalige Trainer von Hull City zu Leicester City wechselte, übernahm Barmby die Funktion des Nachfolgers. Zunächst nur interimistisch angelegt, beförderte ihn die Vereinsführung kurz nach seinem Ende der aktiven Laufbahn im Januar 2012 zur „Dauerlösung“. Diese hielt jedoch auch nur bis Mai 2012 an, als er von dem Vizepräsidenten Ehab entlassen wurde. Hauptverantwortlich dafür waren angebliche negative mediale Äußerungen Barmbys in Richtung der Eigentümer. Ein Einspruch bei den Vereinsgremien, repräsentiert durch den Präsidenten und Eigentümer Assem Allam (Vater des Vizepräsidenten Ehab), blieb ohne Erfolg.

## Titel/Auszeichnungen
- UEFA-Pokal (1): 2001
- Englischer Ligapokal (1): 2001
- Charity Shield (1): 2001